# Charles Krauthammer
Irving Charles Krauthammer (/ˈkraʊt.hæmər/; 13 de març de 1950 – 21 de juny de 2018) era un columnista polític americà la columna setmanal del qual era publicada a més de 400 publicacions a tot el món. Era un analista polític conservador respectat. Va guanyar el Premi Pulitzer per la seva columna al The Washington Post.
Durant el seu primer any estudiant medicina a Harvard Medical School, Krauthammer es va quedar completament paralític de cintura avall després d'un accident amb un trampolí de piscina que li va trencar la cinquena vèrtebra espinal (C5). Després d'estar 14 mesos recuperant-se a l'hospital, va tornar a la facultat de medicina. Es va graduar i va esdevenir un psiquiatra involucrat en la creació del Manual Diagnòstic i Estadístic dels Trastorns Mentals III el 1980. Es va unir a l'administració Carter el 1978 com a director d'investigacions psiquiàtriques, esdevenint en última instància redactor de discursos del vicepresident Walter Mondale el 1980.
A finals dels anys setanta i principis dels vuitanta, Krauthammer va començar la seva carrera com a columnista i comentarista polític. El 1985 va començar a escriure un editorial setmanal pel The Washington Post, que li va valdre el Premi Pulitzer a Comentaristes l'any 1987 per les seves "columnes agudes i perspicaces en temes nacionals". Va ser ponent setmanal al programa de notícies de la PBS Inside Washington des del 1990 fins al desembre de 2013, quan es va deixar de produir. Krauthammer havia estat editor col·laborador a The Weekly Standard, col·laborador a Fox News Channel i ponent nocturn a Special Report with Bret Baier de Fox News Channel.
Els seus escrits en política exterior, entre d'altres temes, van tenir una bona rebuda. Era una veu de primer ordre del neoconservadorisme, partidari de la participació militar i política dels Estats Units a l'escena mundial, encunyador l'expressió "Doctrina Reagan" i defensor de la Guerra del Golf, la guerra d'Iraq i les tècniques d'interrogatori millorades de presumptes terroristes islàmics.
L'agost de 2017 va deixar d'escriure la seva columna i de fer de col·laborador de Fox News a causa de la seva batalla amb el càncer. Krauthammer va morir el 21 de junt de 2018.

## Carrera com a columnista i comentarista polític

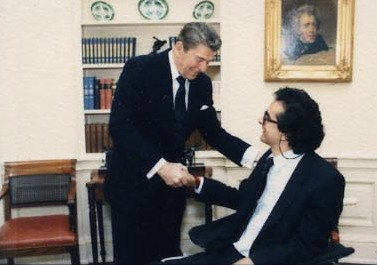
Krauthammer saludant el president Ronald Reagan el 1986

El 1979 Krauthammer es va unir a The New Republic com a escriptor així com a editor. El 1983 va començar a escriure assajos per la revista Time, incloent-ne un sobre la doctrina Reagan, que li dugué elogis com a escriptor. Krauthammer va començar a escriure editorials regularment per The Washington Post el 1985 i va esdevenir columnista en publicacions nacionals. Krauthammer va encunyar i desenvolupar el terme "Doctrina Reagan" l'any 1985 i va definir el rol dels Estats Units com a únic superpotència a l'assaig "The Unipolar Moment", publicat poc després de la caiguda del mur de Berlín el 1989.
El 1990 Krauthammer va esdevenir ponent de la tertúlia política setmanal Inside Washington, seguint-hi fins que va deixar de produir-se el desembre de 2013. Krauthammer també va aparèixer com a col·laborador a Fox News Channel durant molts anys.
El seu discurs "Democratic Realism", pronunciat a l'American Enterprise Institute el 2004 quan Krauthammer va guanyar el Premi Irving Kristol, va proposar un marc per afrontar el món post-11S, focalitzant en la promoció de la democràcia a l'Orient Mitjà.
El 2013 Krauthammer va publicar Things That Matter: Three Decades of Passions, Pastimes and Politics. Va ser immediatament un best-seller, va estar a la llista de best-seller del The New York Times durant 38 setmanes i va ser-ne el primer deu setmanes seguides.

## Vida personal
El 1974 es va casar amb la seva dona Robyn, advocada de professió, que va deixar de treballar per centrar-se en el seu treball com a artista. Tenien un fill, Daniel. Marcel, el germà de Krauthammer va morir el 2006.
Krauthammer era jueu, però es definia com a "no religiós" i "xintoista jueu" que participava en "cultes antics". El va influir el seu estudi dels maimònides a la Universitat McGill amb el rabí David Hartman, cap de l'Institut Shalom Hartman de Jerusalem i professor de filosofia a McGill quan Krauthammer hi estudiava.
Krauthammer era membre de Chess Journalists of America i del Council on Foreign Relations. Va ser cofundador de Pro Musica Hebraica, una ONG dedicada a la preservació de música clàssica jueva, la majoria de la qual perduda o oblidada, a les sales de concert.

## Mort
L'agost de 2017 se li extirpà un tumor cancerós de l'abdomen. Es creia que l'operació havia estat un èxit però, el 8 de juny de 2018, Krauthammer va anunciar que el càncer havia tornat i que els metges li havien donat només unes setmanes de vida. Va morir al cap de tretze dies, el 21 de juny, de càncer de l'intestí prim a un hospital d'Atlanta, Geòrgia. Tenia 68 anys.